# Charadrius cucullatus
Charadrius cucullatus é uma espécie de ave da família Charadriidae.
É endémica da Austrália.
Os seus habitats naturais são: lagos de água doce, marismas de água doce e lagoas costeiras de água salgada.
Está ameaçada por perda de habitat.